# Parque nacional Shei-Pa
El Parque nacional Shei-Pa (en chino: 雪霸國家公園) es un parque nacional situado en la parte central de la isla de Taiwán alrededor de los picos de Hsuehshan y el monte Dabajian, con una superficie de 768,5 kilómetros cuadrados ( 296,7 millas cuadradas), que cubren el área del condado de Hsinchu, Condado de Miaoli y la ciudad de Taichung. Sus elevadas montañas, variada ecología, geología, topografía, ríos, valles, arroyos, animales y plantas raras, y su abundante variedad de tipos de bosques son algunos elementos importantes para la conservación en el lugar.
La sede del parque se creó el 1 de julio de 1992. El director actual del parque es Lin Ching (林青) . La dirección del Parque nacional Shei- Pa es 100 Xueweiping, Fuxing, Dahu, condado de Miaoli.
El parque nacional Shei- Pa se encuentra a unos 100 km al norte del Trópico de Cáncer.